# Edgar William Olive
Edgar William Olive auch in den Schreibvarianten Edgar W. Olive, E. W. Olive (* 1. April 1870 in Lebanon, Boone County, Indiana; † 3. Januar 1971 in Madison, Jefferson County, Indiana) war ein US-amerikanischer Botaniker. Sein offizielles botanisches Autorenkürzel lautet „Olive“.

## Leben

### Familie und Ausbildung
Edgar William Olive, der zweitälteste von sechs Söhnen des Lehrers David Henry Olive sowie dessen Ehegattin Caroline Elizabeth (geborene Lawrence), nahm nach dem Besuch der öffentlichen Schulen in seiner Heimatstadt Lebanon das Studium der Naturwissenschaften am Wabash College in Crawfordsville im Bundesstaat Indiana auf. 1893 erwarb er dort den Bachelor of Science, 1895 den Master of Arts. Der sich auf dem Gebiet der Botanik Spezialisierende wechselte im Anschluss an die Harvard University. Dort erhielt er 1897 den Master of Science, 1902 erwarb er den Doktorgrad (Ph. D.) in Botanik. 1903 führte ihn ein Carnegie-Institution-Fellowship an die Rheinische Friedrich-Wilhelms-Universität Bonn, wo er bis zum Folgejahr verblieb.
Edgar William Olive heiratete am 6. September 1898 in Montgomery im Bundesstaat Indiana die aus Crawfordsville stammende Elizabeth Williams Ristine. Aus dieser Verbindung entstammten die Kinder Theodore Ristine und Marian Lawrence. Im Januar 1971 verstarb Edgar William Olive 100-jährig in Madison.

### Beruflicher Werdegang
Edgar William Olive erhielt 1893 eine Stelle als Instructor of Botany am Wabash College, die er bis 1895 innehielt. Nach Lehrtätigkeiten an verschiedenen High Schools in Indiana, war er seit 1897 als Assistant in Botany, seit 1898 als Instructor of Botany an der Harvard University eingesetzt. Zusätzlich wirkte er in gleicher Funktion am Radcliffe College. Nach seiner Rückkehr aus Bonn füllte er von 1904 bis 1906 die Position eines Lecturers in Botany an der University of Wisconsin–Madison aus. Parallel dazu bekleidete er von 1905 bis 1907 die Professur für Botanik am South Dakota State College of Agricultural and Mechanic Arts in Brookings. Im Anschluss daran wurde ihm die Position des State Botanist of South Dakota übertragen.
1912 folgte Edgar William Olive einem Ruf nach New York City als Kurator des Brooklyn Botanical Garden. 1920 trat er von dieser Funktion zurück. In unmittelbarer Folge verzog er nach Indianapolis. Dort war er in der Firma seines jüngsten Bruders George Scott, der George S. Olive and Co., angestellt. Als Zuständiger für die Bereiche öffentliches Rechnungswesen sowie Einkommensteuer wurde Olive 1946 in den Ruhestand verabschiedet.
Edgar William Olive, Mitglied der Sigma Xi, der Phi Beta Kappa, der Phi Delta Theta sowie der American Phytopathological Society, tat sich insbesondere mit Forschungsergebnissen zu Pilzen sowie Pilzerkrankungen von Pflanzen hervor.

## Schriften
- A list of the Mycetozoa collected near Crawfordsville, Indiana, Indiana Academy of Science, Indianapolis, 1898
- A Preliminary Enumeration of the Sorophoreae, in: Proceedings of the American Academy of Arts and Sciences, Vol. XXXVII, No. 12, Metcalf and Co., Boston, S. 451–513.
- Monograph of the Acrasieae, Printed for the Boston Society of Natural History, Boston, 1902
- Mitotic division of the nuclei of the Cyanophyceae, G. Thieme, Leipzig, 1904
- The Morphology of Monascus Purpureus, in: Botanical Gazette, Vol. XXXVIIII., University of Chicago Press, Chicago, 1905, S. 56–60.
- Rusts of cereals and other plants, in: Bulletin (South Dakota Agricultural Experiment Station), no. 109., South Dakota Agricultural Experiment Station, South Dakota State College of Agriculture and Mechanic Arts, Brookings, S.D., 1908
- Sexual Cell Fusions and Vegetative Nuclear Divisions in the Rusts, in: Annals of Botany, Vol. XXII, Academic Press, London, New York, 1908, S. 331–360.
- Endophyllum-like Rusts of Porto Rico, in: American Journal of Botany, Vol. IV, Published in cooperation with the Botanical Society of America by the Brooklyn Botanic Gardens, Lancaster, Pa., 1917, S. 44–52.
- Key to some of the principal families of flowering plants, in: Leaflets (Brooklyn Botanic Garden), ser. 7, no. 5., Brooklyn Institute of Arts and Sciences, Brooklyn Botanic Garden, Brooklyn, N.Y., 1919
- The Killing of Mustard and Other Noxious Weeds in Grain Fields by the Use of Iron Sulphate, Neuauflage, Nabu Press, United States, 2012, ISBN 1-279-75819-8